# Арбузов, Александр Алексеевич
Арбузов Александр Алексеевич (3 февраля 1945, Вассиановка, Черниговский район, Приморский край, РСФСР, СССР — 2015) — капитан-директор большого морозильного рыболовного траулера «Мыс Сенявина» Сахалинского производственного объединения, Герой Социалистического Труда. Лауреат государственной премии СССР (1981).

## Биография
Родился 3 февраля 1945 года в селе Вассиановка Черниговского района Приморского края.
В 1964 году окончил Невельское мореходное училище по специальности «техник-судоводитель».
Работал матросом, штурманом на больших морозильных рыболовных траулерах Сахалинского производственного объединения рыбной промышленности «Сахалинрыбпром» Главного управления «Дальрыба» Минрыбхоза СССР.
В 1972—1977 гг. — капитан-директор БМРТ «Новая Эра», с 1977 г. — капитан-директор БМРТ «Мыс Сенявина» Корсаковской базы океанического рыболовства объединения «Сахалинрыбпром» Всесоюзного рыбопромышленного объединения Дальневосточного бассейна (ВРПО «Дальрыба»).
26 октября 1978 года экипаж траулера под руководством Арбузова спас в море выживших после аварии членов экипажа патрульного самолёта ВМС США Локхид Р-3 Орион
Под его руководством экипаж БМРТ «Мыс Сенявина» в 1977—1983 г. добыл рыбы и выпустил рыбопродукции столько, сколько все промысловые суда Корсаковской БОР вместе взятые за 1967 год.
За 10 месяцев выловил 204 тысячи центнеров минтая.
Удостоен звания «Лучший наставник молодежи рыбного хозяйства СССР».
Указом Президиума Верховного Совета СССР от 19 августа 1988 г. «за достижение наивысших результатов в выполнении планов и социалистических обязательств по добыче рыбы и производству рыбной продукции на основе внедрения эффективных методов лова, новых форм организации труда и проявленный трудовой героизм» Арбузову А. А. присвоено звание Героя Социалистического Труда.
В дальнейшем был капитаном БМРТ «Остров Сахалин».
В 1994—1999 гг. — капитан на судах ОАО «Пиленга», с 2000 г. — заместитель генерального директора ОАО «Пиленга» по безопасности мореплавания.
С 2009 проживал в Белгороде.
Избирался кандидатом в члены Сахалинского областного комитета КПСС, депутатом Корсаковского городского и Сахалинского областного советов депутатов (1973, 1975, 1977).
Умер в октябре 2015 г..

## Спасение американских летчиков
26 октября 1978 года американский самолёт «Орион» P-3C, вылетевший с военно-морской базы Адак на Алеутских островах, потерпел крушение в водах вблизи Камчатки. Несмотря на 7-балльный шторм и плохую видимость, экипажу морозильного траулера «Мыс Сенявин» под командованием А. А. Арбузова удалось спасти 10 человек из состава экипажа самолёта и доставить их в Петропавловск-Камчатский, откуда 4 ноября 1978 г. они были переправлены в Японию, а оттуда в США. За спасение экипажа самолёта команда траулера была награждена медалями «За спасение утопающих».

## Награды
Награждён 2 орденами Ленина (21.06.1984, 19.08.1988), орденом «Знак Почёта» (26.02.1974), медалями, золотой медалью ВДНХ СССР (12.11.1979), За спасение утопающих.